# テンジン・ヒラリー空港
テンジン・ヒラリー空港（ネパール語:तेन्जिङ-हिलारी विमानस्थल ラテン文字:Tenzing-Hillary Airport）は、ネパール東端のコシ州のソルクンブ郡のクンブ地方のルクラにある空港である。

## 概要
旧称「ルクラ空港」。2008年1月に現空港名へと改名された。この名称は、1953年5月29日にエベレストの初登頂に成功し、この空港建設に尽力したテンジン・ノルゲイと、エドモンド・ヒラリーに由来する。
ヒマラヤ山脈の谷間に位置し、標高が高いために大気密度が低く、非常に変わりやすい天候の上、滑走路全長は527mしかなく、その短く傾斜した滑走路は世界で最も高度な操縦技術が要求される空港の1つである。ヒストリーチャンネルで放送された「驚くべき世界の空港」で1位にランクされた。
ルクラはエベレストのネパール側登山口として利用されるために空港の需要は高く、天候不順などの欠航を除き日中カトマンズにあるトリブバン国際空港との間に定期便が毎日運航している。飛行時間は30分から40分と短いが、カトマンズで天候が良好であってもルクラでは降雨が発生することが多く、強風や雲量の変化による視程の変化などは、多くの場合で飛行の遅延や空港の閉鎖などに繋がっている。
この空港での離着陸は非常に高度な操縦技術が求められるため、ネパール民間航空局により厳しい一定基準が設けられている。その基準の一例としては、ネパール国内で1年以上のパイロット経験、なおかつ100回以上の短距離離着陸の訓練を行ったベテランパイロットである必要がある。そこから更に、ネパールの認定インストラクターパイロットと共に、ルクラでの飛行訓練を10回合格したパイロットに対し、ルクラでの飛行・離着陸が許可される。

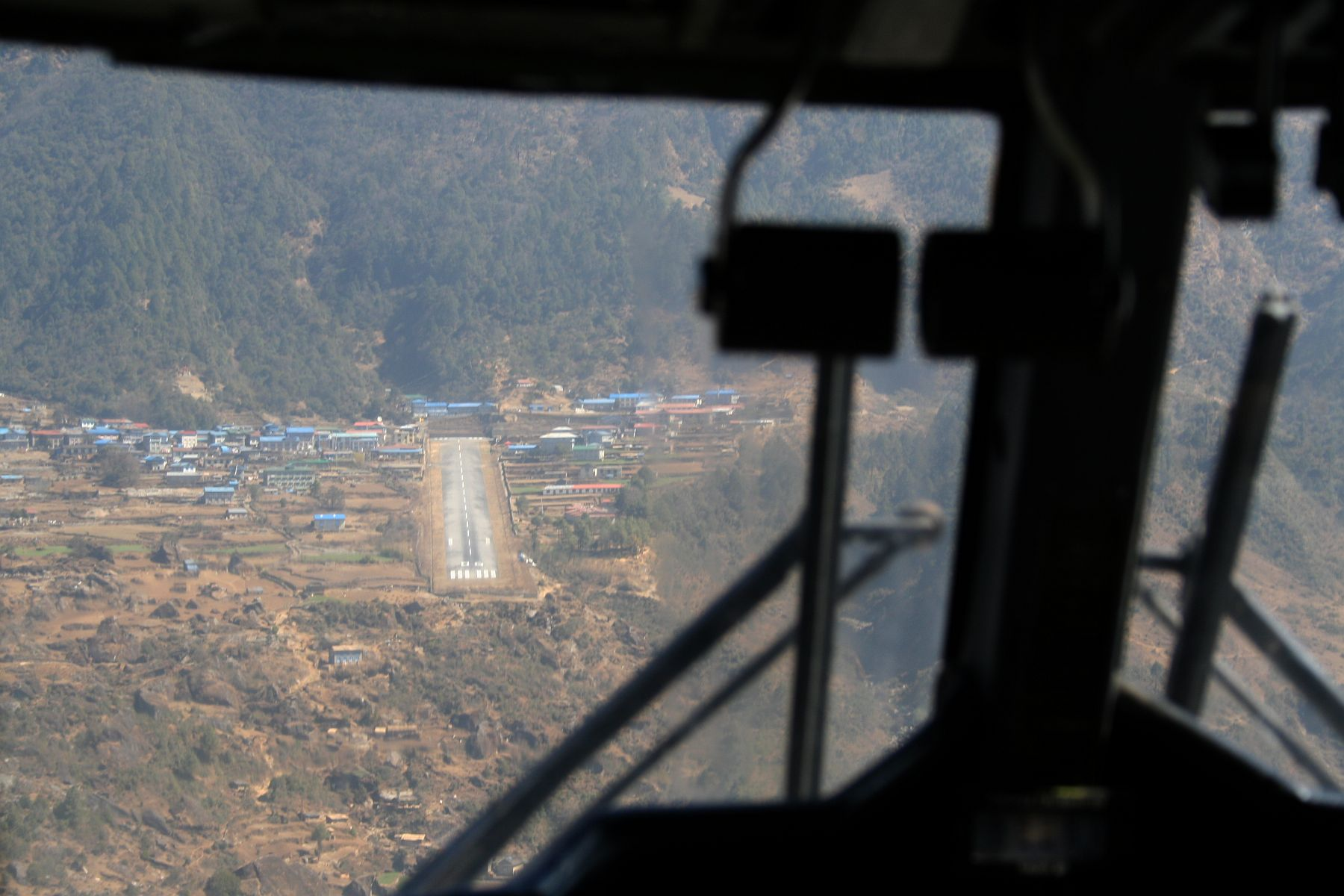
機内から見たテンジン・ヒラリー空港。
- 着陸と離陸の様子

## 空港施設

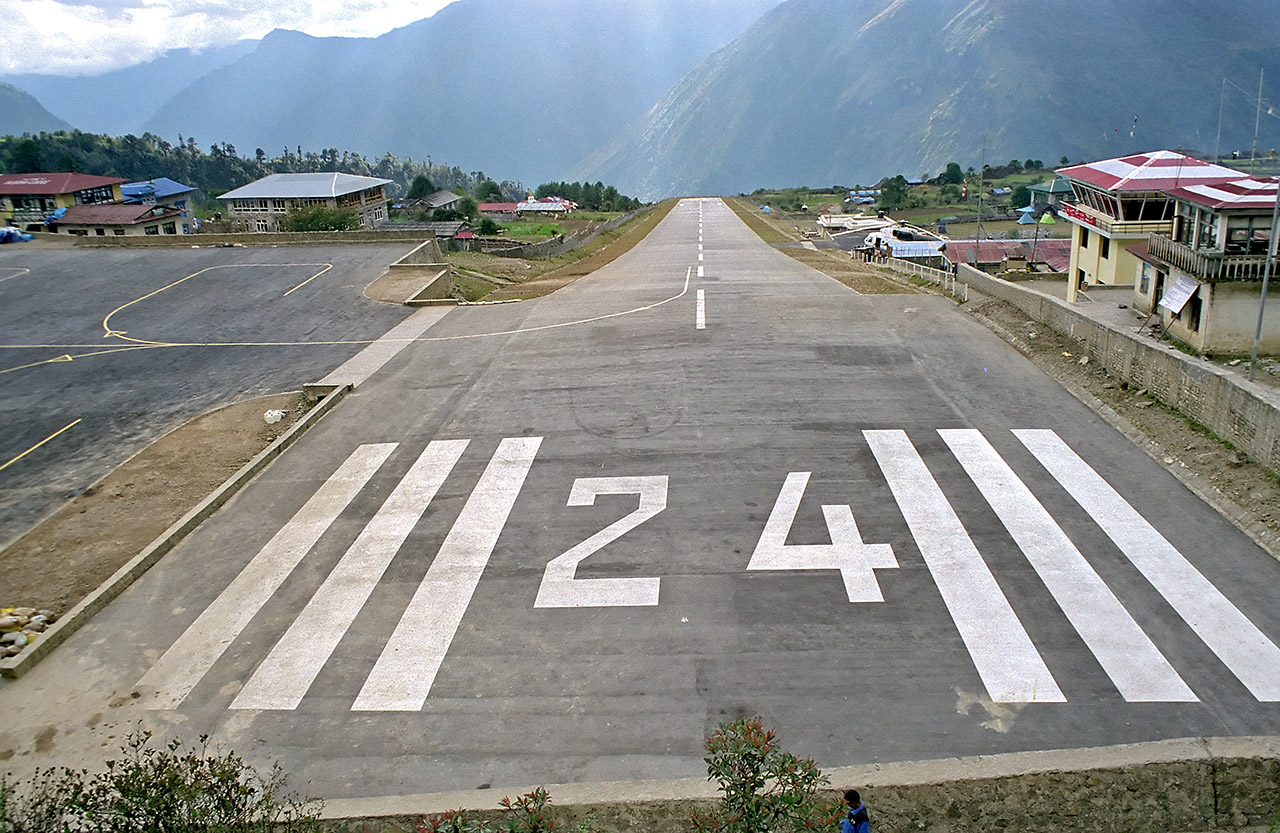
滑走路

滑走路は1本のみで全長527メートル、幅20メートルで北側に向け11.7％の上り勾配が付いており、標高2800メートル（9100フィート）に位置する。滑走路はアスファルトで舗装されており、ヘリコプターや軽飛行機、又はデ・ハビランド・カナダ DHC-6、ドルニエ 228などの短距離離着陸（STOL）機でしかアクセスすることができない。
その立地から滑走路06は着陸、24は離陸のみに使用されており、ショートファイナルからの着陸復行の成功はまず望めない。また、その地形から滑走路南端は急勾配で610メートル下には渓谷が広がりドドコシ川が東西に流れている。エプロンには4機の駐機場と1つのヘリパッドが有り管制塔から140メートルの場所に位置している。

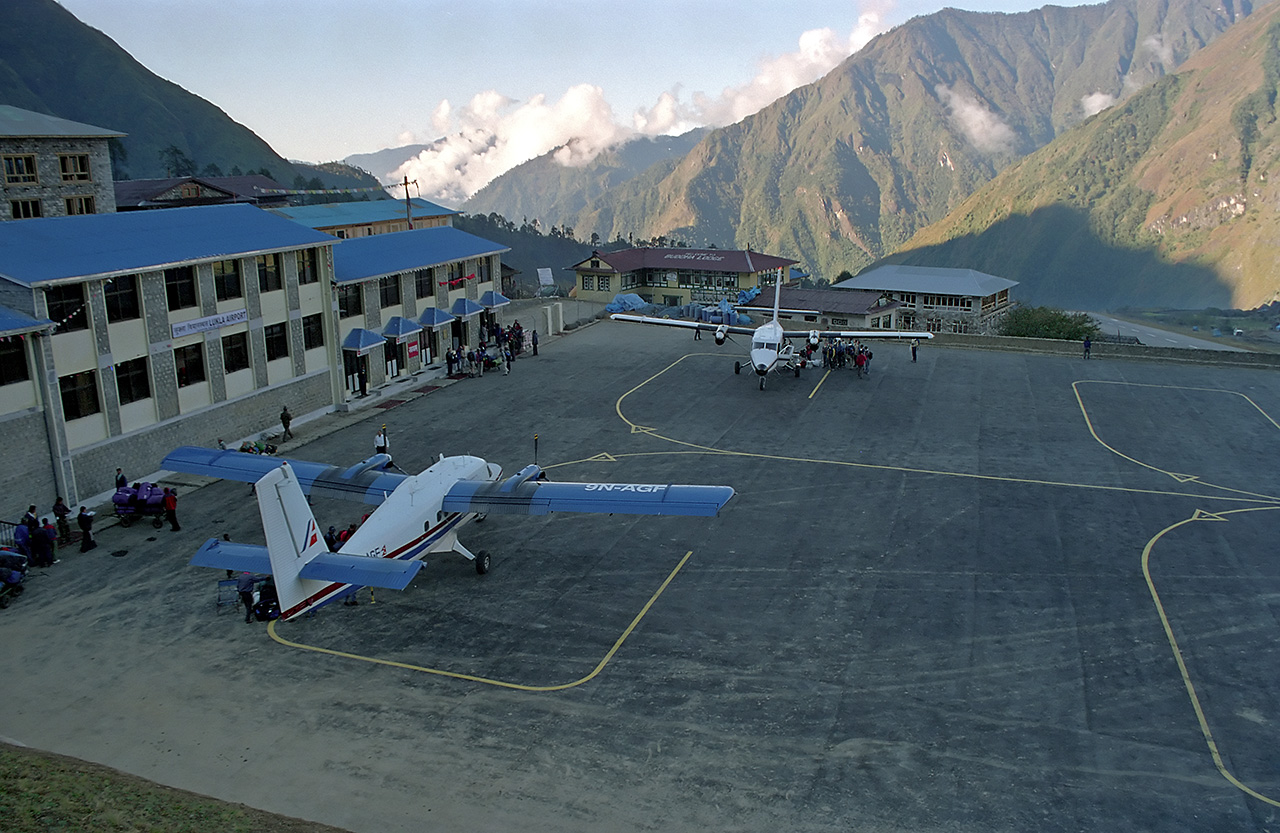
テンジン・ヒラリー空港のエプロン。
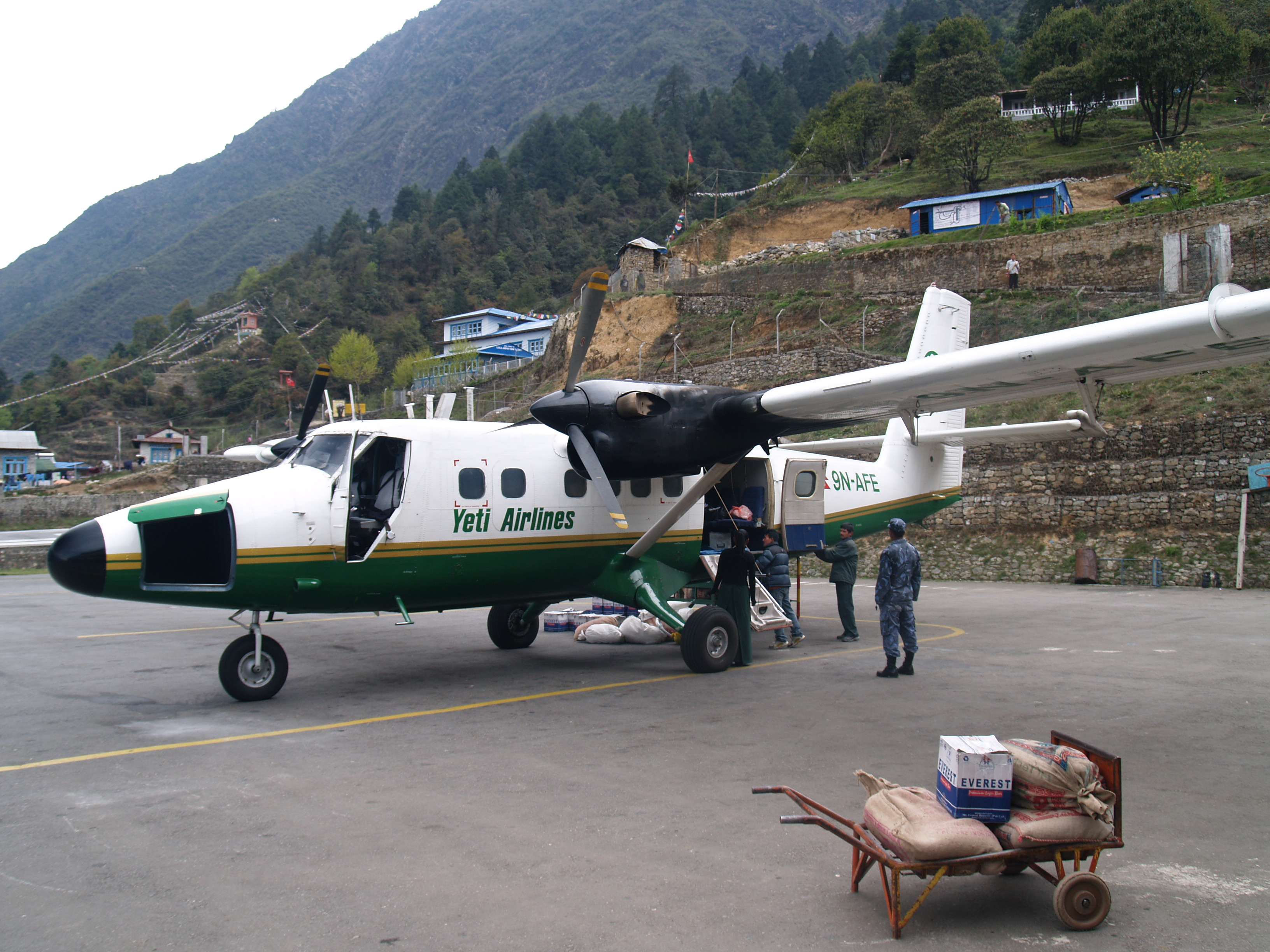
エプロンでの作業の様子。飛行機はイエティ航空のDHC-6-300。
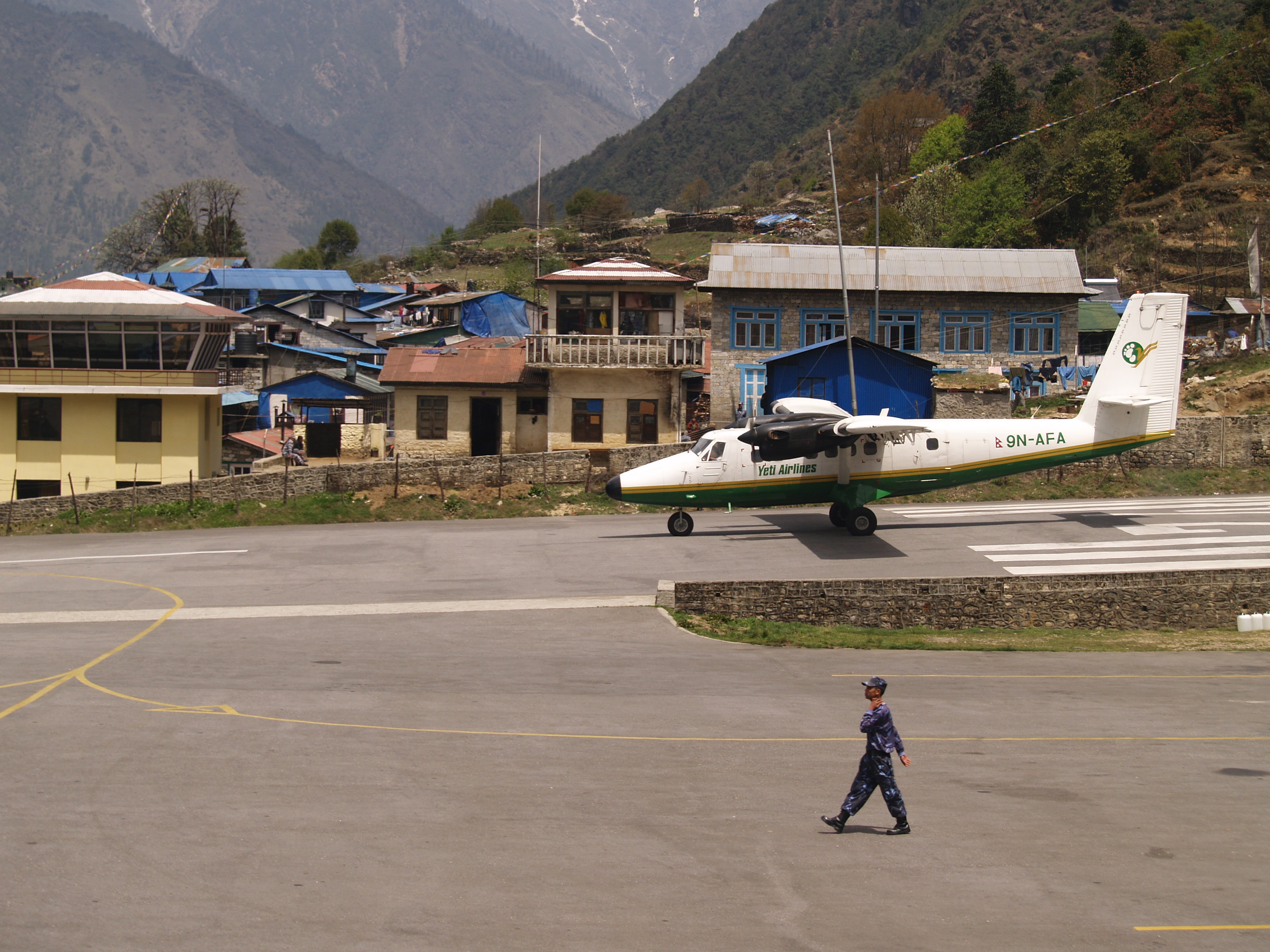
離陸は下り坂を利用し加速してゆく。奥に管制塔が見える。
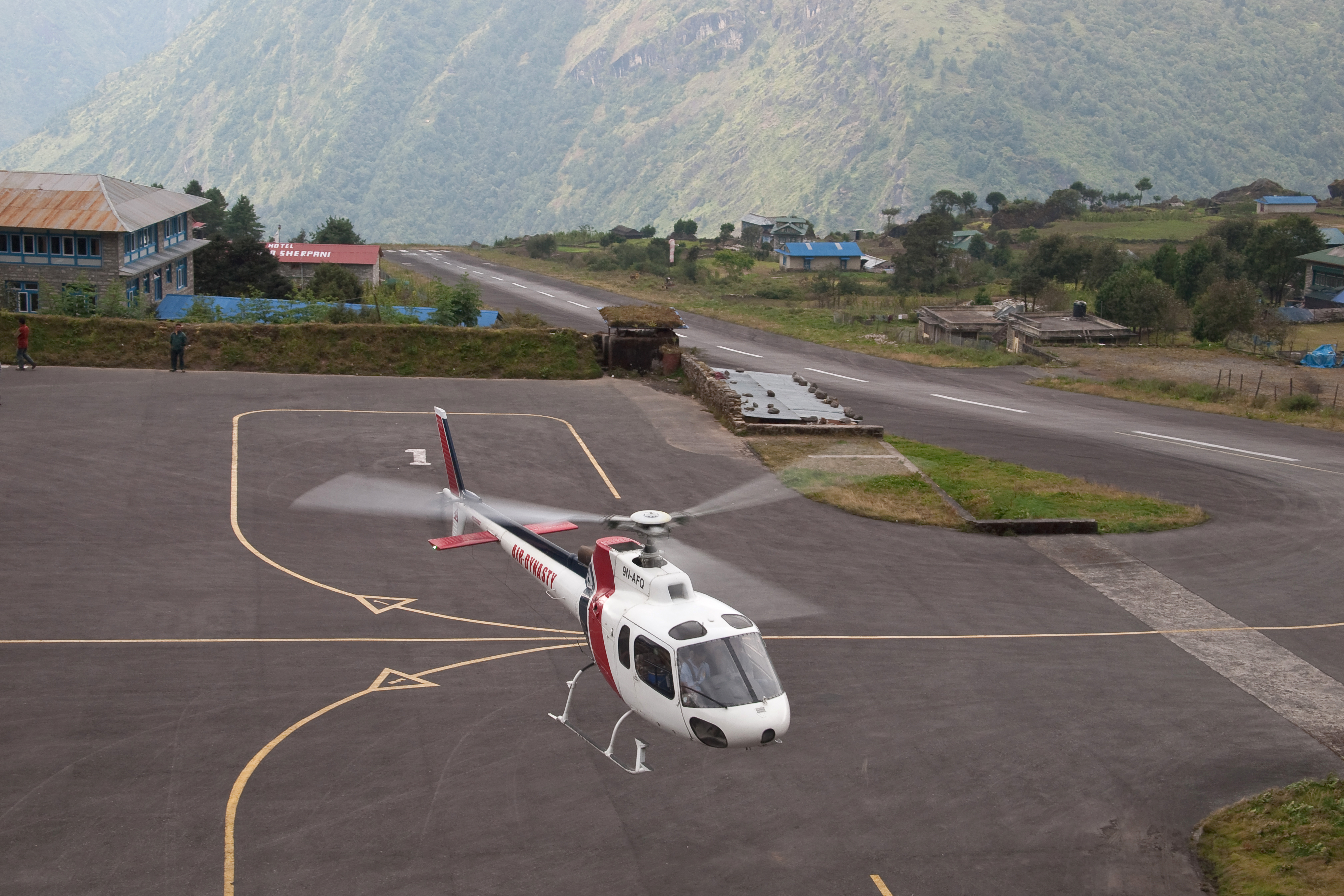

## 就航航空会社
| 航空会社       | 就航地                                                               |
| -------------- | -------------------------------------------------------------------- |
| シムリク航空   | カトマンズ                                                           |
| ゴルカ航空     | カトマンズ                                                           |
| ネパール航空   | カトマンズ、カングルーダンダ、ラミダンダ、ファープルー、ラムジャター |
| シーター・エア | カトマンズ                                                           |
| タラ・エア     | カトマンズ                                                           |

## 年間利用客数
|        | 乗客    |
| ------ | ------- |
| 2003年 | 70,959  |
| 2004年 | 71,422  |
| 2005年 | 53,943  |
| 2006年 | 61,992  |
| 2007年 | 80,733  |
| 2008年 | 92,172  |
| 2009年 | 88,881  |
| 2010年 | 92,011  |
| 2011年 | 93,292  |
| 2012年 | 97,394  |
| 2013年 | 85,179  |
| 2014年 | 87,490  |
| 2015年 | 81,174  |
| 2016年 | 119,801 |
| 2017年 | 146,879 |
| 2018年 | 124,929 |
| 2019年 | 129,508 |

## 事故
- 1973年10月15日、ロイヤルネパール航空のDHC-6ツインオッター300、登録番号9N-ABGが空港に着陸後、降着装置が修復できないほど破損していた。乗組員3名と乗客3名は無事であった[15]。
- 1991年6月9日、ロイヤルネパール航空のDHC-6ツインオッター300、登録番号9N-ABAが悪天候の中、不安定な状態で着陸を試み滑走路上に墜落。乗組員3名と乗客14人は無事であった[16]。
- 1992年9月26日、ロイヤルネパール航空のY-12、登録番号9N-ACIが離陸に失敗し大破。乗組員2名と乗客12名は無事であった[17]。
- 2004年5月25日、イエティ航空のDHC-6ツインオッター300、登録番号9N-AFDが雲が多く視界不良のなかアプローチを試み、丘に激突した。乗員3人全員死亡。乗客は搭乗していなかった。ネパールの事故調査委員会は、管轄する航空管制センターに対して機長が自機位置を誤って報告したことが衝突の原因である、と結論付けた[18]。
- 2004年10月1日、シーター・エアのドルニエ228が着陸接地時に前脚が壊れたことにより滑走路に沿って滑走し滑走路を塞いだ。この事故により空港は2日間閉鎖された[19]。
- 2005年6月30日、ゴルカ航空のドルニエ228が、機体が横滑りしているにもかかわらず着陸を継続したため着陸に失敗。3人の乗組員と乗客9人が軽症を負った。報道によれば事故機はその後、運航から外され解体された[20][21]。
- 2008年10月8日、イエティ航空のDHC-6ツインオッター103便が最終進入時に墜落、炎上した。乗員乗客合わせ18人が死亡し、機長が生存した[22]。
- 2010年8月25日、アグニ・エア101便が悪天候によりルクラに着陸できず、出発地であるカトマンズに引き返している最中シカルプアーにて墜落。乗員乗客合わせ14名全員が死亡した[23]。
- 2010年10月12日、シーター・エアのドルニエ228が着陸時にブレーキが故障。止まり切れず滑走路端にある壁に激突し機首が大破した。乗員乗客は全員無事であった[24]。

- 2019年4月14日、サミットエア（Summit Air）が運航する首都カトマンズ行きのL410型機が離陸中に滑走路を外れ、駐機場に停まっていた2機のヘリコプター(Manang AirとShree Air)に衝突、副操縦士と地上にいた警察官2名が巻き込まれて計3人が死亡した[25]。